# Canada Lee
Canada Lee, pseudônimo de Leonard Lionel Cornelius Canegata (Nova Iorque, 3 de março de 1907 — 9 de maio de 1952) foi um boxeador e ator estadunidense, pioneiro na profissão entre os afro-americanos e ativista dos direitos humanos. Pai do também ator Carl Lee.
Antes da carreira como ator, Lee fora jóquei e boxeador; morreu em sua casa, de um ataque cardíaco fulminante, com apenas 45 anos de idade.
Está sepultado no Cemitério de Woodlawn.